# H. R. McMaster
Ne doit pas être confondu avec Henry McMaster.
Herbert Raymond McMaster, dit H. R. McMaster, né le 24 juillet 1962 à Philadelphie (Pennsylvanie), est un militaire américain. Du 20 février 2017 au 9 avril 2018, il exerce la fonction de conseiller à la sécurité nationale du président Donald Trump.

## Biographie
H. R. McMaster est connu pour son rôle dans la guerre du Golfe, l'opération Enduring Freedom et l'opération Iraqi Freedom.
McMaster a écrit en 1997 un livre intitulé Dereliction of Duty (Manquement au devoir) qui critique les actions du leadership militaire américain de haut rang pendant la guerre du Vietnam. Le livre a été largement lu dans les cercles du Pentagone et inclus dans les listes de lecture militaire.
Il participe à la réunion du Groupe Bilderberg de 2017,.
En février 2017, il est nommé conseiller à la sécurité nationale par le président Donald Trump. Sa nomination, ainsi que celle du général Mattis qui ne « sont pas pro-russes du tout » sont interprétées comme un tournant de la politique étrangère américaine vers une attitude nettement plus agressive vis-à-vis de la Russie. Certains commentateurs allant jusqu'à affirmer que McMaster contredit à peu près en tous points les axes principaux de la politique étrangère de Donald Trump.
Fin juillet et début août 2017, il licencie trois personnes travaillant au Conseil de sécurité nationale et considérées comme proches aussi bien de Trump que de Stephen Bannon et Jared Kushner, comme Ezra Cohen-Watnick (en). Ces limogeages concernent également des personnes qui avaient été embauchées au Conseil de sécurité nationale par Michael T. Flynn,.
Il est alors la cible de critiques venant du camp nationaliste pro-Trump qui lui reproche le licenciement de ces trois personnalités, mais également son opposition à annuler l'accord sur le nucléaire avec l'Iran sans un plan de sauvegarde,. Ainsi, l'une des lignes d'attaque contre McMaster est qu'il serait secrètement anti-Israël. Ces attaques conduisent peu de temps après Trump et Kushner à publier des déclarations exprimant leur soutien à McMaster où ils soulignent que celui-ci est « très pro-israélien »,.
En février 2018, il est recadré par Donald Trump pour avoir déclaré lors d'une conférence de presse que l'inculpation de treize Russes était la preuve de l'implication de Moscou dans l'élection présidentielle de 2016.
Le 15 mars 2018, le Washington Post affirme que Trump aurait décidé de se séparer de McMaster mais ne souhaiterait pas l'annoncer officiellement avant de lui avoir trouvé un remplaçant. Le 22 mars, John R. Bolton est désigné pour lui succéder, le président Trump reprochant notamment à H. R. McMaster  son ton donneur de leçons en géopolitique. Il prend ensuite sa retraite.